# The Big Year
The Big Year é um filme de comédia estadunidense de 2011, dirigido por David Frankel, escrito por Howard Franklin e estrelado por Jack Black, Owen Wilson e Steve Martin. O filme foi baseado no livro de não-ficção The Big Year: A Tale of Man, Nature and Fowl Obsession  , escrito por Mark Obmascik.

## Sinopse
O filme segue a vida de três homens em diferentes fases da vida, ambos com o mesmo o objetivo: vencer o 'Grande Ano',  uma competição de observação de pássaros. Brad Harris (Jack Black) é um programador de computador de 38 anos, de Baltimore, que consegue identificar aves pelo som e mora com os pais; Stu Preissler (Steve Martin) é o fundador e chefe de uma empresa de química em Manhattan, que se sente "prisioneiro de seu próprio sucesso", mas teme se aposentar; Já Kenny Bostick (Owen Wilson), é um empreiteiro de telhados e recordista do Grande Ano por ter fotografado 732 aves, apesar da sua obsessão em manter seu título, o que destruiu seu primeiro casamento e agora vem atrapalhando sua segunda união, já que sua mulher quer muito engravidar. 
Tentando fugir dos problemas que cercam suas vidas pessoais, Brad, Stu e Kenny dão início a uma acirrada e divertida disputa para ver quem fotografará primeiro, o pássaro mais raro dos Estados Unidos.

## Elenco
- Steve Martin como Stuart "Stu" Preissler[2]
- Jack Black como Brad Harris[2]
- Owen Wilson como Kenny Bostick[2]
- Rashida Jones como Ellie[3]
- Anjelica Huston como Annie Auklet
- Jim Parsons como Crane
- Rosamund Pike como Jessica Bostick
- JoBeth Williams como Edith Preissler
- Brian Dennehy como Raymond Harris
- Dianne Wiest como Brenda Harris
- Anthony Anderson como Bill Clemont
- Tim Blake Nelson como Phil
- Joel McHale como  Barry Loomis
- Calum Worthy como Colin Debs
- Veena Sood como Nurse Katie
- Corbin Bernsen como Gil Gordon
- Stacey Scowley como Vicki
- Jesse Moss como Darren
- Kevin Pollak como Jim Gittelson
- Barry Shabaka Henley  como Dr. Neil Kramer
- Andrew Wilson como Mike Shin
- Al Roker como New York Weatherman
- John Cleese como Historical Montage Narrator
- June Squibb como The Old Lady
- Steven Weber como Rick McIntire